# Dommel (Berg)
Der Dommel bei Ottlar im nordhessischen Landkreis Waldeck-Frankenberg ist ein 738 m ü. NHN hoher Berg des Uplands im Rothaargebirge.

## Geographie

### Lage
Der Dommel liegt im Upland, dem Nordostauslauf des Rothaargebirges, im Naturpark Diemelsee zwischen Willingen und dem Stausee Diemelsee. Sein Gipfel erhebt sich 2,8 km nordnordöstlich von Rattlar und 2 km (jeweils Luftlinie) westlich von Ottlar. Der Berg wird im Osten, Süden und Westen vom Dommelbach umflossen, der unweit nordnordwestlich in die Itter mündet, die den Westarm des Diemelsees speist. Etwas weiter östlich fließt durch Ottlar der Holzbach, der nach Nordosten verläuft und in den Ostarm desselben Stausees einfließt.

### Naturräumliche Zuordnung
Der Dommel gehört in der naturräumlichen Haupteinheitengruppe Süderbergland (Nr. 33), in der Haupteinheit Rothaargebirge (mit Hochsauerland) (333) und in der Untereinheit Hochsauerländer Schluchtgebirge (333.8) zum Naturraum Schellhorn- und Treiswald (333.82). Seine Südostausläufer Brenschelt (637,3 m; OSO) und Sinzelieth (638,6 m, SSO) jenseits des Dommelhofs zählen bereits in der Untereinheit Upland (333.9) zum Naturraum Inneres Upland (333.90). Zwischen den beiden erwähnten Gipfeln liegt auf etwa 595 m die Scharte des Dommel zum etwas höheren Emmet.

## Dommelturm

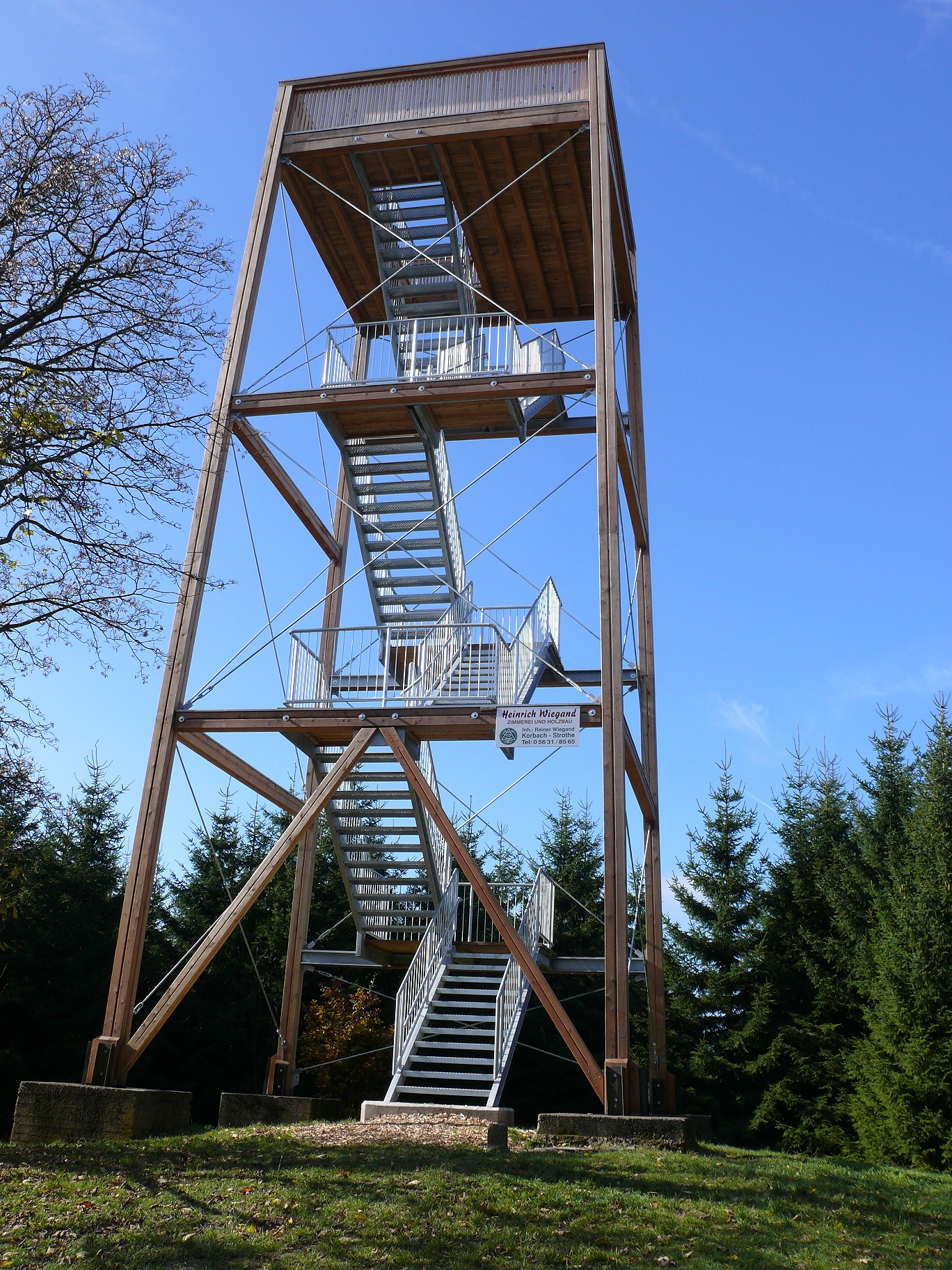
Neuer Dommelturm kurz nach seiner Errichtung im Herbst 2007

Auf dem Gipfel des Dommels steht der Aussichtsturm Dommelturm. Bereits für 1909 ist ein einfaches Holzgerüst auf der Kuppe belegt. Nach Einwohnerberichten stand ein Nachfolgeturm bis etwa 1945, er diente wohl zur Brandwache gegen Fliegerangriffe. Der vermutlich schon dritte Turm wurde als Aussichtsturm im Jahr 1973 komplett aus Holz auf vier Betonfundamenten (für die Holzständer) errichtet. Wegen Baufälligkeit musste er im Jahr 2006 gesperrt und abgerissen werden. Im September 2007 wurde der neue Dommelturm als 14 m hohe Holzkonstruktion mit Stahltreppe erbaut.
Von der Aussichtsplattform des Turms ermöglicht sich eine oft eindrucksvolle Rundumsicht nicht nur auf nahe Sichtziele des Uplands und Naturparks Diemelsee – wie dem Ettelsberg mit Hochheideturm: Im Nordwesten ist der Obere Arnsberger Wald zu erkennen, im Norden der Teutoburger Wald, im Nordnordosten das Eggegebirge, im Nordosten das Lipper Bergland und der Solling, im Ostnordosten der Reinhardswald und der dahinter liegende Harz, im Osten das Habichtswälder Bergland und der jenseits davon befindliche Hohe Meißner, im Ostsüdosten der Thüringer Wald, im Südosten der Kellerwald und – jeweils dahinter gelegen – das Knüllgebirge und die Rhön sowie im Südsüdosten der Vogelsberg.